# Állatok (heraldika)
Az állatok a leggyakoribb heraldikai címerképek.

## Az állatok osztályozása
A címertanban elvileg az összes állatfaj előfordulhat és ez a címergyakorlatra is érvényes. Alig van olyan állatcsoport, az egysejtűektől a férgeken és az őslényeken át a főemlősökig, melyek ne szerepelnének a címereken. Nemcsak az emberi képzeletvilágban pozitív tulajdonságokkal felruházott állatok fordulnak tehát elő, hanem a kevésbé ismert vagy kedvelt állatok is. Ez megköveteli az állatok rendszerezését a címertanon belül, hogy az egyes állatcsoportokat külön-külön lehessen tárgyalni, csoportosítani és esetlegesen a címereket is meghatározni ezen az alapon. Az állatok heraldikai rendszerezésére több kísérlet is történt. A klasszifikáció alapja lehet filetikai, az életforma szerinti csoportosítás, mely a taxonómiai rendszerek előtt általános volt vagy az állatcsoportok rendszertani kategóriái szerint.

### Ragadozók
A ragadozókat heraldikai gyakoriságuk szerint, majd filetikai alapon csoportosítjuk.

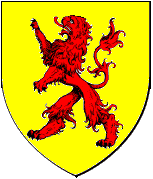
oroszlán
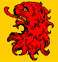
oroszlánfej
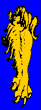
oroszlánláb
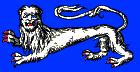
leopárd
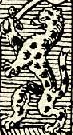
leopárd (természetes, álló)
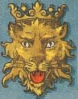
leopárdfej
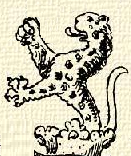
leopárd (természetes, növekvő)
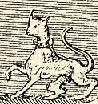
hiúz
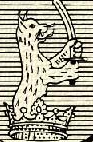
hiúz (növekvő)
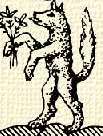
farkas
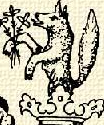
farkas (növekvő)
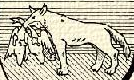
róka
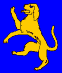
kutya
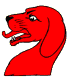
kutyafej
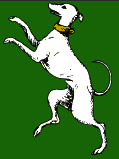
agár
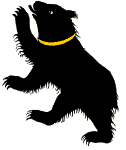
medve
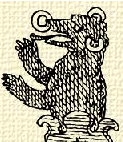
medve
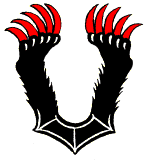
medvelábak
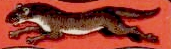
menyét

### Madarak

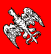
alerion
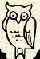
bagoly
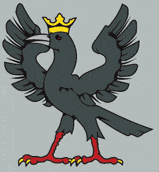
csóka
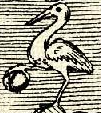
daru
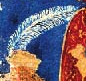
darutoll
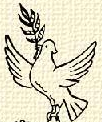
galamb
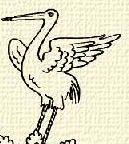
gólya
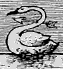
hattyú
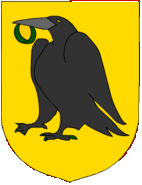
holló
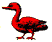
kacsa
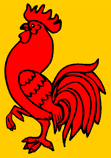
kakas
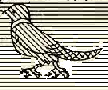
kanári
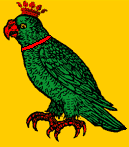
papagáj
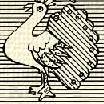
páva
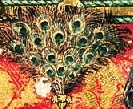
pávatoll-bokréta
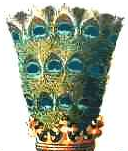
pávatoll-köteg
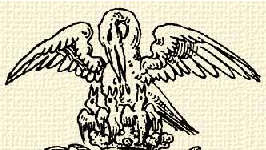
pelikán
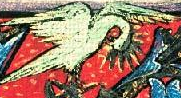
pelikán
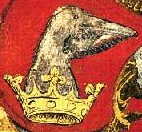
pelikánfej
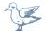
rigó (valósághű)
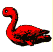
rigó (csonkított)
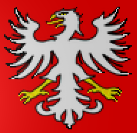
sas
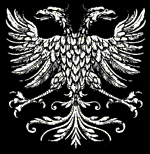
kétfejű sas
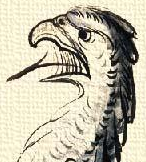
sasfej
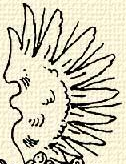
sasszárny
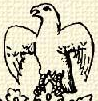
sólyom
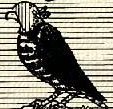
sólyom
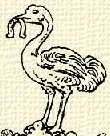
strucc
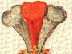
strucctoll
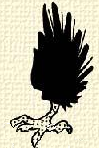
szárnyas karom
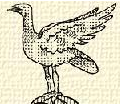
túzok
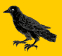
varjú

### Patások
Ide tartoznak a páros- és páratlanujjú patások.

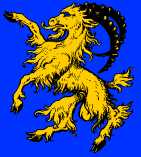
bak
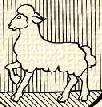
bárány
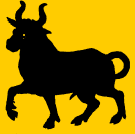
bivaly
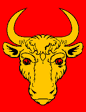
bivalyfej
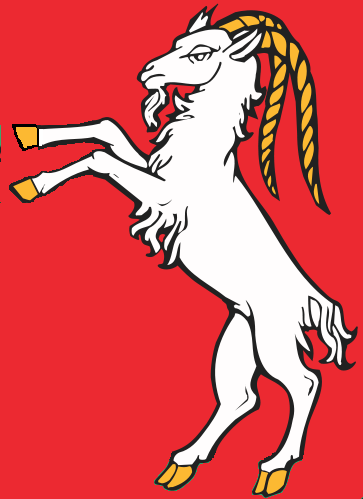
kecske
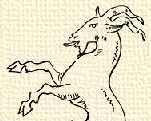
kecske (növekvő)
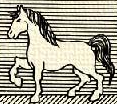
ló (járó)
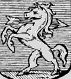
ló (ágaskodó)
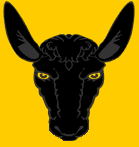
szamárfej
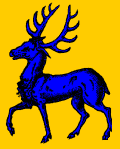
szarvas
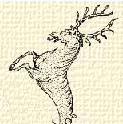
szarvas (növekvő)
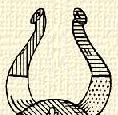
szarv (elefántormány)
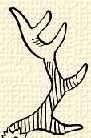
szarvasagancs
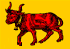
tehén
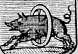
vadkan
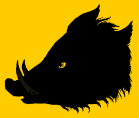
vadkanfej
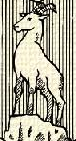
zerge
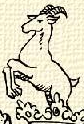
zerge (növekvő)

### Rágcsálók és rovarevők

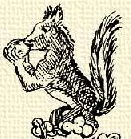
mókus

### Egyéb emlősök
Ide tartozik minden olyan emlős, mely ritkán szerepel a címerekben és nem sorolható be az előbbi csoportokba, mint a majom és a félmajmok, a denevér, az elefánt, a lamantin stb.

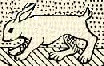
nyúl
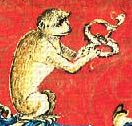
majom
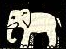
elefánt

### Hüllők és kétéltűek
Ide tartozik mindenféle hüllő (kígyó, gyík, teknős, krokodil) és kétéltű (béka, szalamandra, gőte), valamint a ritkán előforduló kihalt (azaz nem képzeletbeli) hüllők (dinoszauruszok).

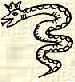
kígyó

### Halak
A középkori heraldika a halak közé sorolta az olyan emlősöket is, mint a delfin (a halak királya), a cet, valamint a kígyó, és a vallásos szemlélet egyes más vízi állatokat is halnak tekintett, mint a teknős és a rák, melyeket böjti időben is lehetett fogyasztani. Ezeket azonban mi a hüllők, illetve a gerinctelenek közé soroljuk. Újabban, főleg az angol heraldikában az akvarisztikában divatos tengeri halak is megjelentek, mint a papagájhal.

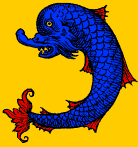
delfin
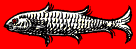
hal
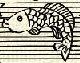
aranyhal
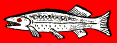
csuka
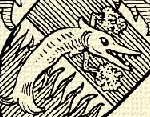
csuka
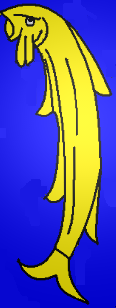
lazac
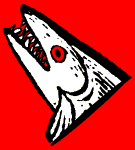
lazacfej
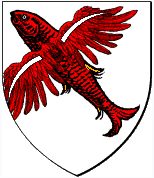
repülőhal
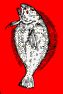
lepényhal

### Gerinctelenek
Ide tartozik minden alacsonyabb rendű gerinctelen állat, mint a polip, a pióca, a rovarok és más ízeltlábúak (skorpiók, pókok), a rák, kagyló, csiga, szivacs, tengeri csillag, korall stb.

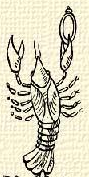
rák
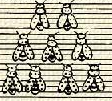
méhek
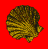
kagyló

### Egysejtűek
Ide tartoznak a modern heraldika egysejtű címerállatai, mint az amőba, a baktériumok és a vírusok.

### Képzeletbeli állatok

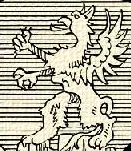
griff
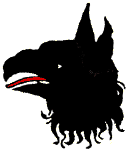
griff-fej
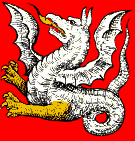
sárkány
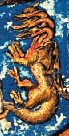
sárkány (3 fejű)
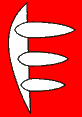
sárkányfogak
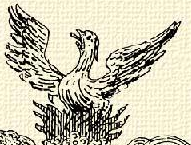
főnix
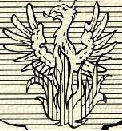
főnix
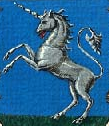
egyszarvú
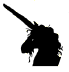
egyszarvúfej
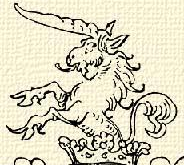
egyszarvú (növekvő)
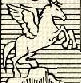
pegazus
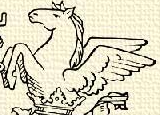
pegazus (növekvő)
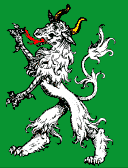
párduc
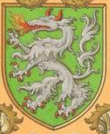
párduc
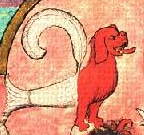
halfarkú kutya
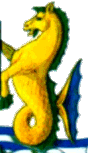
tengeri ló
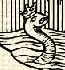
tengeri kígyó

### Egyéb állatok

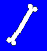
csont

## Az állatok megrajzolása és leírása
A legtöbb (négylábú) állatot profilból és balra fordulóan, álló helyzetben ábrázolják. Ezenkívül számtalan más helyzet is előfordulhat. A madarakat (a sast stb.) általában kiterjesztett szárnyakkal és balra néző fejjel rajzolják meg. Ez a szokásos helyzet, amit a címerleírásban nem szükséges külön megemlíteni, csak a szokványostól eltérő pózt kell leírni.
Az állatok különféle tárgyakat vagy címerképeket viselhetnek vagy tarthatnak (korona (heraldika), kard (heraldika), növény stb.). A fő címerkép ilyenkor az állat, a vele együtt szereplő címerábra mellék-címerábrának számít.
A heraldikában kerülni kell a természetben előforduló állatok ábrázolását. A címerállatot stilizáltan, az adott kor stílusjegyeinek megfelelően, a jellegzetes tulajdonságainak a kiemelésével kell ábrázolni. Pl. az angol heraldikában a leggyakoribb oroszlán-ábrázolás a felegyenesedett, kinyújtott mancsú, támadó helyzetű oroszlán (en: lion rampant), melyet a régebbi heraldikai irodalom találóan a „ragadmány után készülő” kifejezéssel írt le. Ez a póz fejezi ki legjobban az oroszlánhoz kapcsolódó hiedelmeket és pozitív tulajdonságokat, a bátorságot, erőt, harciasságot, férfiasságot (a hímivarszerveket is ábrázolják) stb., mely egyben a címerviselő tulajdonságaira is utal.
Ezért a címerállat áttételesen magára a címertulajdonosra utal, mivel ezen címerképek eredeti rendeltetése az ellenfél elrettentése volt, később az erő és hatalom demonstrálására is szolgáltak. Általában az állat színe is olyan, amilyen nem látható a természetben (pl. kék oroszlán, ezüst sas).
Az állatok ábrázolásmódjának másik fontos követelménye, hogy egyszerűnek és távolról is jól láthatónak kell lennie. Ez a jelleg az élő heraldika korából származik, amikor a címert még ténylegesen is viselték a csatában, ami visszahatott a címertan esztétikájára is. Bartolo de Sassoferrato ezért külön is kikötötte, hogy az állatoknak a pajzsmező minél nagyobb felületét ki kell töltenie. Ezért az állatok egészen a pajzs széléig elérnek, de nem érinthetik azt, kivéve, az olyan eseteket, amikor pl. az állat hármas halmon áll.
Az állatok karmai, nyelve stb. általában másféle színű, mint a testé. Ezek hangsúlyozása az állat erejének és a címerviselő hatalmának kifejezésére is szolgált. Ezért nagy hangsúlyt fektettek a fegyverzetre, melyet az állat a harcban használ. Az ilyen állatot fegyverzettnek nevezzük. A fegyverzethez tartozhatnak a szarvak, a csőr, az agancsok, agyarak, fogak, metszőfogak, paták, a halaknál az uszonyok, a lovaknál a sörény stb.